# Liste der Bezirksvorsteher von Favoriten

Wappen Favoritens

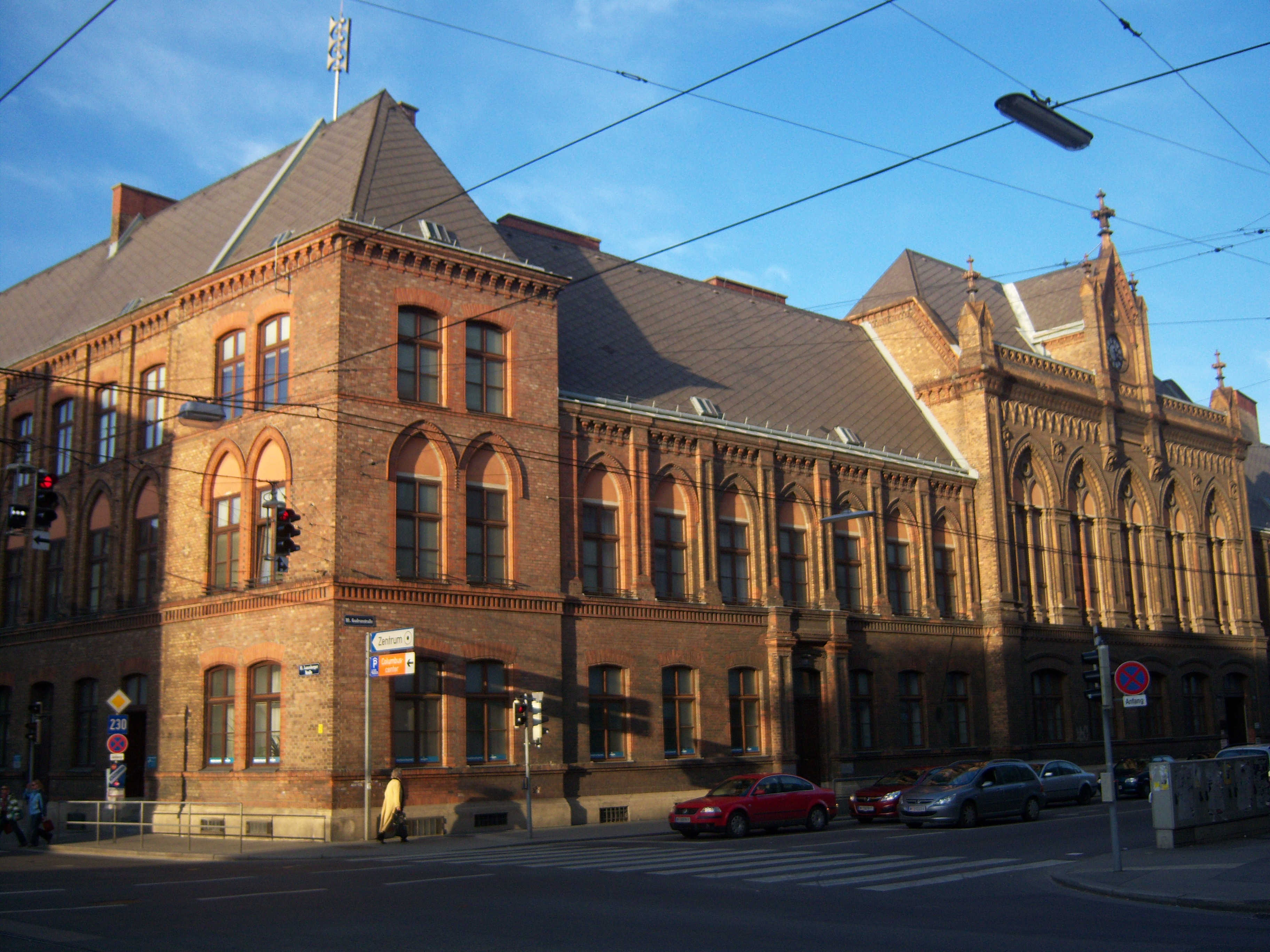
Das Magistratische Bezirksamt für den 10. Bezirk, Amtssitz des Bezirksvorstehers

Die Liste der Bezirksvorsteher von Favoriten führt in chronologischer Reihenfolge die Bezirksvorsteher von der Gründung des 10. Wiener Gemeindebezirks Favoriten 1874 bis zur Gegenwart.
Nach der Gemeindeordnung von 1850 war die Bezirksvorstehung ein Exekutivorgan der Gemeinde Wien, das den Bürgermeister zu unterstützen hatte, und zwar in Betreff des selbstständigen Wirkungsbereichs des Bezirks. Der Bezirksvorstand wurde aus den Reihen des Bezirksausschusses gewählt. In der Zeit der Ersten Republik zwischen 1919 und 1934 wurde der Bezirksvorsteher gewählt, während des Ständestaates 1934 bis 1938 ernannt. In der nationalsozialistischen Zeit zwischen 1938 und 1945 wurde die Bezirksvertretung aufgelöst und deren Aufgaben großteils von der nationalsozialistischen Ortsgruppe und Kreisleitung wahrgenommen. Die sowjetische Besatzungsmacht ernannte im April 1945 einen Bezirksbürgermeister bzw. bestätigte dessen Selbsternennung. Auf Grund des Wiener Verfassungs-Überleitungsgesetzes vom 24. Juli 1945 wurden die Bezirksbürgermeister abgesetzt und vom Wiener Bürgermeister Bezirksvorsteher und jeweils 2 Stellvertreter ernannt. Nach demokratischen Wahlen werden die Bezirksvorsteher seit 1946 von der jeweils stärksten Partei des Bezirks gestellt.
| Bezirksvorsteher | Bezirksvorsteher        | Partei | Partei | Amtszeit              |
| ---------------- | ----------------------- | ------ | ------ | --------------------- |
|                  | Johann Heinrich Steudel |        |        | 1875–1883             |
|                  | Johann Heinrich Knöll   |        |        | 1884–1887             |
|                  | Josef Bauer             |        |        | 1888–1890             |
|                  | Josef Rissaweg          |        |        | 1890–1891             |
|                  | Josef Bauer             |        |        | 1892–1894             |
|                  | Johann Schindl          |        |        | 1895–1898             |
|                  | Mathias Karl            |        |        | 1898–1899             |
|                  | unbesetzt               |        |        | 1900                  |
|                  | Mathias Karl            |        |        | 1901                  |
|                  | unbesetzt               |        |        | 1902                  |
|                  | Leopold Hruza           |        | CS     | 1903–1918             |
|                  | August Sigl             |        | SDAP   | 1919–1934             |
|                  | Johann Krist            |        | CS     | 1934                  |
|                  | Josef Köhler            |        | VF     | 1935–1938             |
|                  | Klemens Friemel         |        | KPÖ    | 1945                  |
|                  | Karl Kempf              |        | KPÖ    | 1945–1946             |
|                  | Karl Wrba               |        | SPÖ    | 1946–1966             |
|                  | Emil Fucik              |        | SPÖ    | 1966–1977             |
|                  | Josef Deutsch           |        | SPÖ    | 1977–1984             |
|                  | Leopold Prucha          |        | SPÖ    | 1984–1994             |
|                  | Hermine Mospointner     |        | SPÖ    | 1994 – September 2017 |
|                  | Marcus Franz            |        | SPÖ    | Oktober 2017 –        |